# Бридел
Бридел (њем. Briedel) општина је у њемачкој савезној држави Рајна-Палатинат. Једно је од 92 општинска средишта округа Кохем-Цел. Према процјени из 2010. у општини је живјело 1.044 становника. Посједује регионалну шифру (AGS) 7135013.

## Географски и демографски подаци
Бридел се налази у савезној држави Рајна-Палатинат у округу Кохем-Цел. Општина се налази на надморској висини од 118 метара. Површина општине износи 26,6 km². У самом мјесту је, према процјени из 2010. године, живјело 1.044 становника. Просјечна густина становништва износи 39 становника/km².